# Jon Flanagan
Jonathon Patrick „Jon“ Flanagan (* 1. Januar 1993 in Liverpool) ist ein ehemaliger englischer Fußballspieler.

## Spielerkarriere

### FC Liverpool
Zu seinem Pflichtspieldebüt kam Flanagan am 11. April 2011 in der Premier League gegen Manchester City, er spielte die vollen neunzig Minuten. Liverpool gewann das Spiel mit 3:0. In den folgenden Spielen kam Flanagan immer wieder zu Einsätzen für die verletzten Teamkollegen Glen Johnson und Martin Kelly. Flanagan unterschrieb am 8. Juli einen neuen langfristigen Vertrag bei Liverpool. In der Saison 2011/12 kam er gleich im Eröffnungsspiel gegen Sunderland zum Einsatz. Danach spielte er noch im League Cup gegen Exeter City und Brighton & Hove Albion. Sein erstes Tor für den FC Liverpool schoss Flanagan am 15. Dezember 2013 beim 5:0-Auswärtssieg über Tottenham Hotspur. In der Folgezeit wurde Flanagan immer wieder durch Verletzung zurückgeworfen. So kam er in den Spielzeiten 2012/13 und 2014/15 auf keinen Premier-League-Einsatz. Im März 2016 wurde sein Vertrag unter dem neuen Trainer Jürgen Klopp langfristig verlängert.
Zur Saison 2016/17 wechselte Flanagan für ein Jahr auf Leihbasis zum Premier-League-Aufsteiger FC Burnley.
Nach einer halben Saison beim Stammclub FC Liverpool, in der er keinen einzigen Premier-League-Einsatz hatte, verließ der Verteidiger die Anfield Road abermals auf Leihbasis. Bis zum Ende der Saison 2017/18 sollte er für die Bolton Wanderers auflaufen. Im Juni 2018 wurde Flanagan von den Glasgow Rangers aus Schottland verpflichtet, die vom ehemaligen Liverpool-Spieler Steven Gerrard trainiert werden.
Sein Vertrag bei Glasgow endete mit der Saison 2019/20 und wurde nicht verlängert. Flanagan war dann zunächst ohne Verein, bevor er Anfang November 2020 einen Vertrag beim belgischen Erstdivisionär Sporting Charleroi für den Rest der Saison 2020/21 mit der Option der Verlängerung für ein weiteres Jahr erhielt.

### Englische Nationalmannschaft
Im Mai 2011 spielte Flanagan einmal für die U-19 Englands. Im August 2011 wurde er für die U-21 seines Landes nominiert und gab sein Debüt am 1. September beim 6:0 gegen Aserbaidschan.
Am 4. Juni 2014 debütierte Jon Flanagan unter Roy Hodgson beim 2:2 gegen Ecuador für die A-Fußballnationalmannschaft Englands. Dieses blieb sein einziges Länderspiel.